# Maria Amélia Matta
Maria Amélia Matta (Lisboa, 30 de Março de 1951) é uma actriz portuguesa.

## Biografia
Formada pela Escola Superior de Teatro do Conservatório Nacional, cujo curso de formação de actores teve, na altura, o contributo de Peter Brook, estudou ainda em Londres (no Covent Garden) com Bettina Jonic, de quem viria a ser assistente em cursos de aperfeiçoamento vocal promovidos em Lisboa pela Fundação Calouste Gulbenkian.
Bolseira desta Fundação, tomou contacto com o trabalho desenvolvido nalguns dos principais teatros de Washington, Nova Iorque, Berlim, Paris e Londres.
Estreou-se profissionalmente no principal papel do filme Benilde ou A Virgem Mãe (1974), de Manoel de Oliveira.
Foi co-fundadora do Grupo de Teatro Os Cómicos; ingressou depois na Companhia Nacional I - Teatro Popular e é, desde 1981, actriz do elenco do Teatro Nacional D. Maria II.
Foi atriz residente do Teatro Nacional D. Maria II, onde, em fevereiro de 1983, desempenhou o papel de Martírio na peça A Casa de Bernarda Alba, de Federico García Lorca.
Era irmã da actriz Maria de Jesus Aranda.

## Televisão
- 1976 - Cantigamente
- 1979 - Os Maias
- 1981 - A Tragédia da Rua das Flores
- 1987 - A Relíquia
- 1989 - Esta Noite Sonhei com Brueghel
- 1998 - Os Lobos

## Cinema
- 1975 - Benilde ou a Virgem Mãe
- 1987 - O Bobo
- 1991 - Malvadez